# Usambarasolfågel
Usambarasolfågel (Cinnyris usambaricus) är en fågel i familjen solfåglar inom ordningen tättingar.

## Utbredning och systematik
Arten förekommer enbart i höglänta områden i sydöstra Kenya (Taita Hills) och nordöstra Tanzania. Tidigare behandlades den som underart till höglandssolfågel (C. mediocris), men urskiljs numera allmänt som egen art.

## Status
IUCN kategoriserar den som nära hotad.

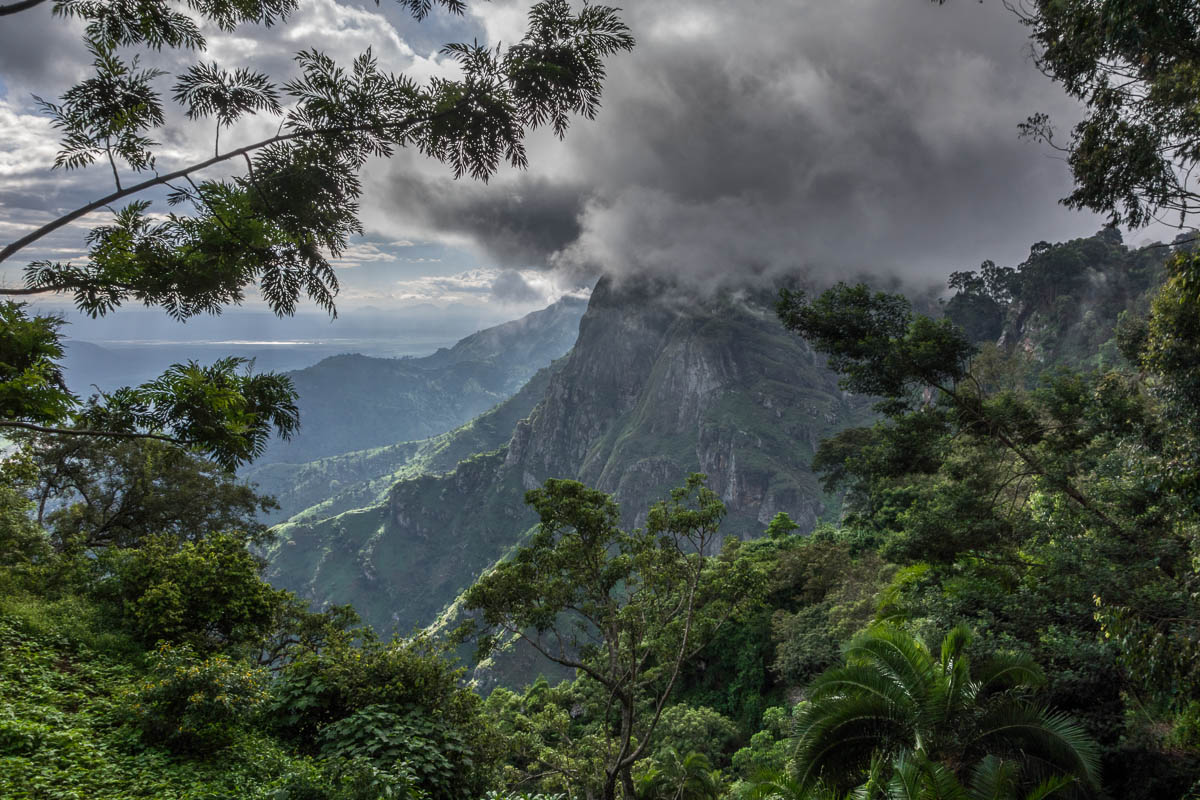
Usambarabergen varifrån fågeln fått sitt svenska och vetenskapliga namn.